# Big Bend National Park
Big Bend National Park er en nationalpark i delstaten Texas, USA. Parken blev etableret 12. juni 1944, og har et areal på 3.242 km². De vigtigste naturattraktioner i nationalparken er dens omfattende geologiske og palæontologiske resurser. 
Nationalparken, som er opkaldt efter Rio Grande-flodens bugtning langs grænsen mellem USA og Mexico, omfatter en del af Chihuahuanørkenen.  Inden for parkens grænser er der en mangfoldighed af kridt- og tertiære forsteninger, foruden indianske kulturgenstande.
Big Bend National Park er det største beskyttede område når det gælder topografi og økologi i USA. Parken omfatter mere end 1.200 plantearter, over 450 fuglearter, 56 forskellige arter af reptiler, og til sammen 75 arter af pattedyr. 

## Historie
Den europæiske tilstedeværelse i regionen begyndte i cirka 1535 med den første spanske undersøgelse i denne del af Nord-Amerika. Ekspeditionen til Alvar Núñez Cabeza de Vaca passerede nær Big Bend-parken og blev senere fulgt op af andre ekspeditioner. Nogle  af disse gik ud på at lede efter guld og sølv. Andre missioner blev udført af fransiskanske missionærer som havde planlagt at etablere flere centre hvor de indfødte kunne bli døbt i den kristne tro. 
I slutningen af det 19. og i det tidlige 20. århundrede blev der fundet store værdifulde mineralforekomster som bragte flere nye bosættere til området hvor de arbejdede i minerne eller deltog med forsyninger til dem.
I 1930'erne var der mange mennesker som elskede Big Bend-området og de mente at dette var et land med så mange enestående kontraster og skønhed at den var værd at bevare for fremtidige generationer. I 1933 underskrev den lovgivende forsamling i Texas en lov som fastslog etableringen af Texas Canyons State Park. Senere samme år blev parken omdøbt til Big Bend State Park. I 1935 vedtog den amerikanske kongres en lovgivning som gjorde det muligt at opkøbe  land så det kunne blive gjort til en nationalpark. Den 12. juni 1944 blev Big Bend National Park en realitet. Parken blev åbnet for publikum 1. juli 1944. 